# ندى محمد إبراهيم
ندى محمد إبراهيم الجبوري وهي سياسية عراقية ولدت في سنة 1959 في بغداد شغلت منصب عضوة في مجلس النواب العراقي في دورته الأولى من عام 2005 إلى 2010.